# Тетяна Ціхоцька
Тетяна Ціхоцька (народилась у м. Луцьк) — українська співачка з Волині, автор-виконавиця, композитор. 
Громадська діячка. Голова Волинської обласної громадської організації «Нова Перспектива».  
За фахом — диригент, магістр музичної педагогіки, викладач естрадного співу. 
Лавреатка, дипломант багатьох всеукраїнських пісенних конкурсів та фестивалів: «Перлини сезону», «Крізь терни до зірок» (Черкаси), «На хвилях Світязя»,«Різдво у Луцьку».  всеукраїнських теле-радіо конкурсів: «12-2», «Шлягер року», «Пісня року».
Авторка чисельних мистецьких проєктів ( солістка, режисер-постановник ): «Коляда з Тетяною Ціхоцькою», «Волинський Великдень», «На уродини до Лесі».  Мистецький салон "Лесина світлиця", "Різдво у Косачів".  Створення фото-колекції ретросвітлин "Цвіт Косачів-Драгоманових".  
Засновниця, організатор дитячого пісенного конкурсу «Зимова казка». Засновниця керівник дитячої фольклорної студії «Жайворонки».
Солістка, головний адміністратор Заслуженої академічної капели України «Трембіта» (м. Львів 2014-2020 роки). 
Автор музики пісень на вірші Лесі Українки, Олени Пчілки, Ліни Костенко. Автор музики пісенного репертуару дитячої вокальної студії «Жайворонки».
Автор ідеї, учасниця, режисер музичних відеофільмів «Веснянки з Колодяжного», «Волинський Великдень». 
Більш як двадцятирічний досвід організаційної роботи публічних масових заходів в тому ж числі передвиборчих кампаній, фестивалів, конкурсів, презентацій, концертів.
Двічі лауреат творчої премії луцького міського голови.  
Нагороджена орденом «За гідність та патріотизм» від Всеукраїнського об’єднання «Країна».
2020 року – член Регіональної ради Волинської області Відзнаки за професіоналізм та милосердя «Орден Святого Пантелеймона»

## З творчої біографії
Першу музичну освіту отримала, навчаючись по класу бандури в Луцькій музичній школі № 1.(нині - Луцька музична школа №1 імені Фредерика Шопена). 
(1989-1993 роки) - навчання в Луцькому державному музичному училищі на диригентсько-хоровому відділі. 
(1994-2002 роки) - концертна діяльність пов’язана з роботою у студії звукозапису «Олекса» у співпраці з такими видатними артистами як: заслужені артисти України Дмитро Гершензон, Анатолій Говорадло (дует «Світязь»), Лілія Завгородня, Михайло Лазука. Народні артисти України Василь Зінкевич, Василь Чепелюк. В’ячеслав Хурсенко.
(2001-2003 роки) – робота над аудіо альбомом «Коляда» та створення однойменної різдвяної концертної програми, яка успішно відбувається що року до сьогодні і стала мистецькою візитівкою міста Луцька. Учасниками програми є популярні волинські артисти: квартет «Акорд», танцювальні колективи «Волинянка» та «Волиняночка» керівники Олена та Олег Козачуки та інші. 
2008 рік – прем’єра концертної програми «Волинський Великдень» у Волинському обласному академічному музично-драматичному театрі ім. Т. Г Шевченка.
2011 рік  – захистила бакалаврську роботу на тему - «Пісні весняного циклу: питання стилю та виконавської інтерпретації» у Волинському національному університеті імені Лесі Українки.
2012 рік, вересень – створила дитячу фольклорну студію «Жайворонки», що діє до сьогодні. Базовим пісенним репертуаром колективу є пісенний фольклор записаний Лесею Українкою та пісні написані Тетяною Ціхоцькою на дитячі вірші Олени Пчілки. 
2012 рік – видала авторську пісенну збірку на вірші Лесі Українки «На крилах пісень». Згодом започаткувала мистецький проект «На уродини до Лесі», який традиційно проходить у Луцьку 25 лютого в День народження видатної української поетеси Лесі Українки.
2013-го року отримала диплом магістра за фахом «Музичне мистецтво», з кваліфікацією магістра музичної педагогіки, викладача естрадного співу. Тема дипломної роботи - «Український дитячий музичний фольклор — духовне джерело виховання особистості».
2014 року – артист, головний адміністратор заслуженої академічної капели України «Трембіта» лауреата Шевченківської премії, художній керівник народний артист України Микола Кулик (м. Львів). Результатом співпраці з капелою «Трембіта» Тетяною Ціхоцькою у Луцьку організовувались чисельні концерти такі, як: «Музика в часі Посту», «Наш Івасюк», концерт повстанських пісень «Ми йдем вперед», «На уродини до Лесі».
2015 року ініціювала підписання угоди про співдружність міст Луцька та Бандирма (Туреччина). В результаті два роки поспіль з творчими колективами Волині представляла Україну на мистецькому фестивалі в місті Бандирма.
2016 року – презентація доповненої та перевиданої авторської пісенної збірки на вірші Лесі Українки «На крилах пісень». Презентація відбувалась у Львові в рамках Всеукраїнського форуму видавців за участі камерного оркестру та хору заслуженої академічної капели України «Трембіта».
З 2020 року є щорічною учасницею V, VI, VII  конференцій «Всеукраїнських Косачівських читань» організованих Волинським інститутом післядипломної педагогічної освіти та Волинською обласною організацією національної спілки краєзнавців.
2021року – до 150 річчя з Дня народження Лесі Українки ініціювала та успішно реалізувала мистецький багатожанровий проєкт «Лесина світлиця» - мистецький салон, що був організований у виставкових залах «Будинку Косачів» у місті Луцьку на території історико-культурного заповідника «Старе місто» - став місцем відвідування всіх шанувальників творчості Лесі Українки. Протягом року в салоні діяла фотовиставка «Цвіт Косачів-Драгоманових», щомісяця відбувались мистецькі заходи: презентації, виставки, концерти, вистави, конкурси, екскурсії, які особисто проводила Тетяна Ціхоцька. Проєкт був реалізований за підтримки Луцької міської ради, під патронатом міського голови Ігоря Поліщука.
В рамках заходів з відзначення 150 річниці з дня народження Лесі Українки з ініціативи Тетяни Ціхоцької за підтримки Луцької міської ради під патронатом міського голови Ігоря Поліщука реалізовано повне видання тематичного творчого доробку Тетяни Ціхоцької, а саме трьох збірок: пісенної на вірші Лесі Українки «На крилах пісень», дитячої пісенної на вірші Олени Пчілки «Весна-чарівниця» та збірника сценаріїв «На уродини до Лесі».  Всі видання були презентовані в мистецькому салоні «Лесина світлиця» і не тільки, зі своїми вихованцями учасниками вокальної студії «Жайворонки» пісенна збірка була презентована у музеї Лесі Українки в Києві та в різних навчальних закладах Волині.
В листопаді 2021 року в якості почесної гості була запрошена на фестиваль ім. Лесі Українки «Перехрестя епох», що у місті Дніпро - де відбулась прем’єра пісні Тетяни Ціхоцької «Дивлюсь я на яснії зорі» на вірші Лесі Українки у виконанні солістки та оркестру театру «Дніпро-опера». Диригент Вікторія Ратцюк.
З лютого 2022 року по вересень 2023 року - робота в якості головної редакторки над пісенною збіркою внучатої племінниці Лесі Українки Аріадни Бартаї (м.Будапешт)  "Народні пісні з голосу Лесі Українки". Збірка була видана Товариством Української Культури в Угорщині під керівництвом голови товариства Ярослави Хортяні.
8 листопада 2023 року - презентація нотного видання відбулась у місті Луцьку в Палаці культури міста Луцька. За підтримки Луцької міської ради у співпраці з Департаментом культури в особі директорки Тетяни Федорівни Гнатів. Режисерка, ведуча, солістка - Тетяна Ціхоцька.
18 листопада 2023 року - презентація пісенної збірки  Аріадни Бартаї "Народні пісні з голосу Лесі Українки" за участі Аріадни Бартаї, як авторки акомпанементів, концертмейстерки та Тетяни Ціхоцької, як головної редакторки та упорядниці   пісенної збірки, солістки концертної програми. 
25 грудня 2023 року - презентувала аудіозаписи різдвяних пісень: "Ой, там на горі церкву будують", Ой, рано, рано кури запіли", "На Йордані тиха вода стояла", "Нова радість стала".  Мелодії колядок записав (видав 1917 року) з голосу Лесі Українки Климент Квітка. Тексти були збережені та видані Оленою Пчілкою у чотирьох номерах журналу «Киевская старина» за 1903  «УКРАЇНСЬКІ КОЛЯДКИ». Олена Пчілка наголосила, що весь матеріал був записаний «только въ одной области, Волыни, и при томъ большая часть его – на полҍсской Волыни». Дослідила, опрацювала, заспівала Тетяна Ціхоцька. Звукорежисер - Олександр Кузьмич м. Луцьк.    
10 травня 2024 року у місті Будапешті (Угорщина) презентувала авторський проєкт фотовиставку "Цвіт Косачів-Драгоманових" в Центрі української культури та документації Угорщини у співпраці з Громада -Товариство української культури в Угорщині. 
Захід відбувся в рамках Європейського форуму СВУЖО.  
Цей авторський проєкт популярної волинської співачки, композиторки, режисерки, організаторки багатьох мистецьких проєктів Тетяни Ціхоцької, був приурочений до 175-річчя від дня народження Олени Пічлки.
На експозиції було представлено 27 світлин, які ведуча проєкту доповнювала цікавими деталями, повязаними як і з самими фото, так і безпосередньо з родиною Косачів-Драгоманових, а саме з їх духовною атмосферою, їх світоглядом, ставленням до батьківщини, до її природи, мови, звичаїв.
Почергово в програмі відкриття виставки лунали пісні на вірші Лесі Українки та Олени Пчілки, а також народні пісні, записані з голосу Лесі Українки, в обробці Аріадни Бартаї у виконанні Тетяни Ціхоцької. Акомпонували співачці піаністки Аріадна Бартаї та Наталія Герета.

04.10.2024 року в місті Луцьку як солістка, авторка ідеї та режисерка в приміщені Обласного академічного театру ляльок, презентувала мистецьку програму "Олена Пчілка" присвячену пам'яті Ольги Петрівни Косач-Драгоманової. У фоє театру була презентована  фото виставка "Цвіт Косачів-Драгоманових". В програмі звучали пісні Тетяни Ціхоцької на вірші Лесі Українки, Олени Пчілки та народні пісні з голосу Лесі Українки зі збірки Аріадни Бартаї. Прогhама була реалізована за участі акторів театру, волинських виконавців та студентів Волинського національного університету.